# George T. Anthony
George Tobey Anthony, född 9 juni 1824 i Mayfield, New York, död 5 augusti 1896 i Kansas, var en amerikansk republikansk politiker. Han var Kansas guvernör 1877–1879.
Anthony tjänstgjorde som officer i nordstaternas armé i amerikanska inbördeskriget och arbetade bland annat som kopparsmed och jordbrukare.
Anthony efterträdde 1877 Thomas A. Osborn som Kansas guvernör och efterträddes 1879 av John St. John.
Anthony avled 1896 och gravsattes på Topeka Cemetery i Topeka.